# Siim Luts
Siim Luts (* 12. März 1989 in Tallinn) ist ein estnischer Fußballspieler.

## Karriere

### Verein
Siim Luts begann seine Karriere in der Jugend des FC Flora Järvamaa aus der gleichnamigen Region Järvamaa. Im Jahr 2005 spielte er bei Paide Linnameeskond. Ab dem Jahr 2006 spielte er beim FC Flora Tallinn zunächst in der Zweiten Mannschaft in der Esiliiga, ab der Saison 2008 in der Meistriliiga-Mannschaft. Sein Debüt feierte er im Estnischen Supercup gegen den FC Levadia Tallinn, nachdem dieser für den offensiveren Sergei Mošnikov ins Spiel kam, um die 2:1-Führung zu verteidigen. Sein Debüt in der Meistriliiga über 90 Spielminuten folgte vier Tage darauf gegen den JK Nõmme Kalju. Am Ende der Spielzeit 2008 kam er auf vier Einsätze in der Mannschaft. Im letzten Saisondrittel 2009 wurde Luts an den Ligakonkurrenten JK Tulevik Viljandi verliehen. Nach der Rückkehr zum Stammverein 2010 konnte sich Luts in der ersten Elf von Flora etablieren. Nach der gewonnenen Meisterschaft 2010 gewann er mit dem Rekordmeister zahlreiche Titel auf nationaler Ebene darunter den Pokal (2011), Supercup (2011, 2012) sowie nochmals den Meistertitel (2011). Im Januar 2013 unterschrieb Luts einen Vertrag bei IFK Norrköping aus Schweden.

### Nationalmannschaft
Siim Luts spielte von 2009 bis 2010 in der Estnischen U-21 Nationalmannschaft. Sein Debüt in dieser Altersklasse gab er gegen Finnland im Februar 2009. Weitere Einsätze für die Junioren des Baltischen Staates folgten, darunter Qualifikationsspiele für die U-21 Europameisterschaft 2009 in Schweden sowie im Baltic Cup. Im November 2010 wurde der Mittelfeldspieler vom Estnischen Nationaltrainer Tarmo Rüütli erstmals in der Estnischen Nationalmannschaft eingesetzt. Im Testspiel gegen Liechtenstein in der heimischen A. Le Coq Arena in Tallinn debütierte er nach einer Einwechslung für Tarmo Kink. Es folgten Spiele gegen China und das Baskenland sowie zwei weitere auf einer Länderspielreise nach Südamerika gegen Chile und Uruguay im Sommer 2011. Zum ersten Pflichtspiel kam er im Jahr 2012 während des Baltic Cup der in Estland ausgetragen wurde. Im Spiel um Platz 3 gegen Litauen wurde Luts kurz vor Spielende für Sergei Mošnikov eingewechselt.

## Erfolge
mit dem FC Flora Tallinn:
- Estnischer Meister:  2010, 2011
- Estnischer Fußballpokal: 2011
- Estnischer Supercup: 2009, 2011, 2012